# دوراه (سيمكان)
دوراه (بالفارسية: دوراه) هي قرية تقع في إيران في قسم سیمکان الريفي. يقدر عدد سكانها بـ 381 نسمة بحسب إحصاء 2016.